# تيان تاو
تيان تاو (ولد في 8 نيسان 1994 في تشانغيانغ، ييتشانغ، هوبى) هو رباع صيني. ينافس في فئة وزن 85 كجم، فاز بالميدالية الذهبية في الألعاب الآسيوية 2014 و الميدالية الفضية في الألعاب الاولمبية عام 2016.

## وصلات خارجية
- تيان تاو على موقع الاتحاد الدولي (الإنجليزية)
- تيان تاو على موقع مشروع نتائج رفع الأثقال الدولية (الإنجليزية)
- تيان تاو على موقع IAT Database Weightlifting (الألمانية)
- تيان تاو على موقع أوليمبيديا (الإنجليزية)
- تيان تاو على موقع اللجنة الأولمبية الصينية (الإنجليزية)